# (52005) Maik
(52005) Maik ist ein Asteroid des Hauptgürtels, der am 8. Februar 2002 vom US-amerikanischen Amateurastronomen Charles W. Juels zusammen mit seinem brasilianischen Kollegen Paulo R. Holvorcem am Fountain-Hills-Observatorium (IAU-Code 678) in Arizona entdeckt wurde.
Der Himmelskörper wurde am 7. Januar 2004 nach dem deutschen Amateurastronomen und „Kometenexperten“ Maik Meyer (* 1970) benannt, der 2002 die nach ihm benannte Meyer-Gruppe mit über 70 sonnennahen Kometen identifizierte.